# Centro Democratico e Sociale (Spagna)
Il Centro Democratico e Sociale (in spagnolo: Centro Democrático y Social - CDS) è stato un partito politico spagnolo di orientamento social-liberale fondato nel 1982 da Adolfo Suárez e dissoltosi nel 2006.

## Risultati
| Elezione      | Voti      | %     | Seggi    |
| ------------- | --------- | ----- | -------- |
| Generali 1982 | 604.309   | 2,87  | 2 / 350  |
| Generali 1986 | 1.861.912 | 9,22  | 19 / 350 |
| Europee 1987  | 1.976.093 | 10,26 | 7 / 60   |
| Europee 1989  | 1.133.429 | 7,15  | 5 / 64   |
| Generali 1989 | 1.617.716 | 7,89  | 14 / 350 |
| Generali 1993 | 414.740   | 1,76  | 0 / 350  |
| Europee 1994  | 183.418   | 0,99  | 0 / 64   |
| Generali 1996 | 44.771    | 0,18  | 0 / 350  |
| Europee 1999  | 38.911    | 0,18  | 0 / 64   |
| Generali 2000 | 23.576    | 0,10  | 0 / 350  |
| Generali 2004 | 34.101    | 0,13  | 0 / 350  |
| Europee 2004  | 11.820    | 0,08  | 0 / 54   |